# Stefan Raab

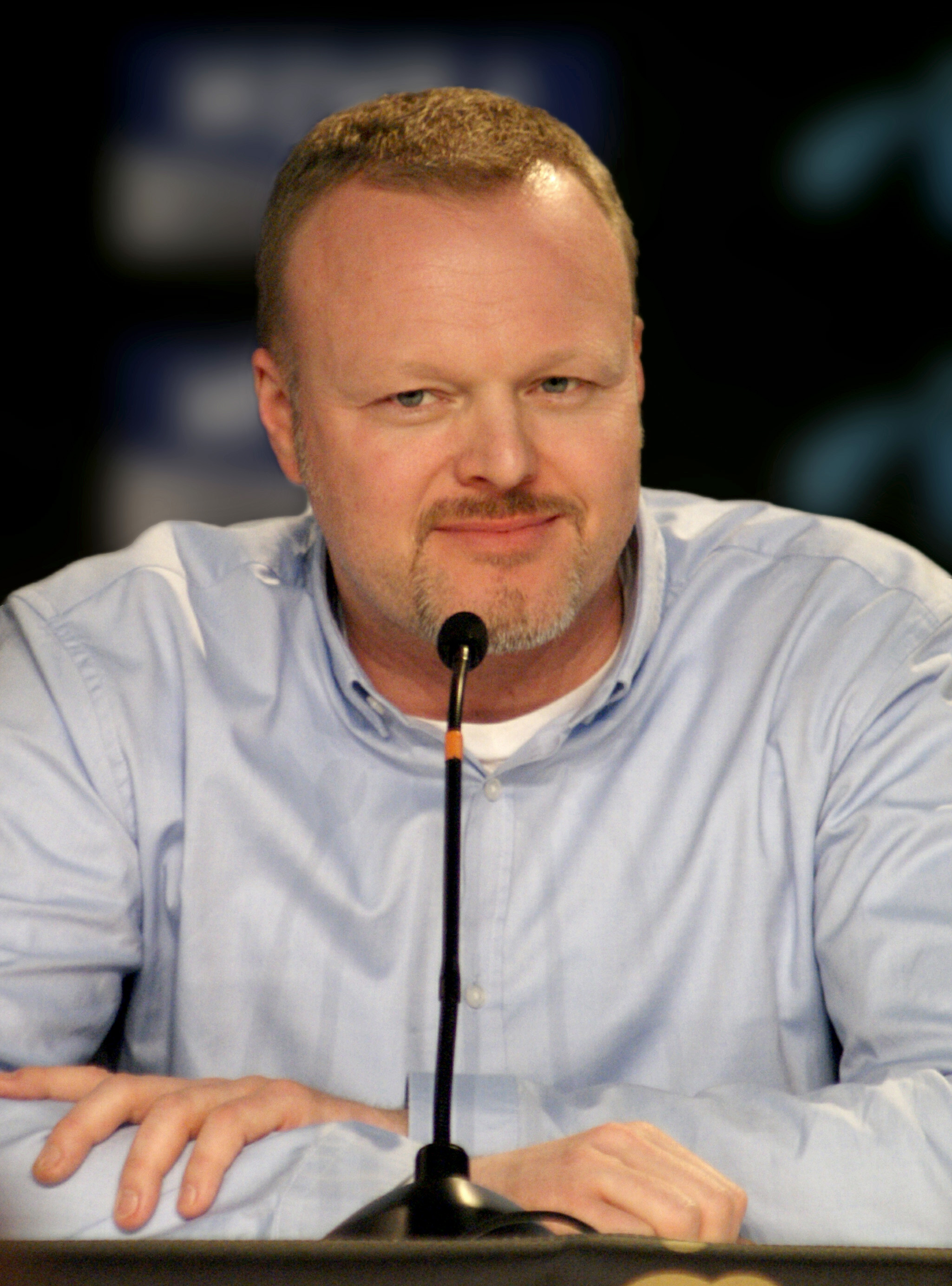
Stefan Raab

Stefan Konrad Raab (20 de outubro de 1966) é um apresentador de televisão e comediante alemão. Apresenta TV total, da rede Pro7. Participou como cantor no Festival Eurovisão da Canção 2000 com a canção: Wadde hadde dudde da?, tendo obtido o 5º lugar. Outras suas canções famosas são: "Maschendrahtzaun" (Cerca de aramado), "Gebt das Hanf frei!" (Libertem o cânhamo!; com o cantor americano Shaggy) e "Wir kiffen" (Nós fumamos).
Stefan Raab também tem o programa Schlag den Raab (Bate o Raab). Neste programa Raab concore em 15 differentes jogos contra um candidato escolhido pelos espectadores. Schlag den Raab é só um dos inúmeros programas que Raab apresenta. Ainda há a Wok-WM, um concurso onde Raab e outros conhecidos utilizem uma panela chinesa para descer uma pista de gelo ou a TV Total Crash Car Challenge, onde Raab e amigos correm com carros e ao fim os destroiem.